# Buick Rainier
Buick Rainier – samochód osobowy typu SUV klasy wyższej produkowany pod amerykańską marką Buick w latach 2003 – 2007.

## Historia i opis modelu

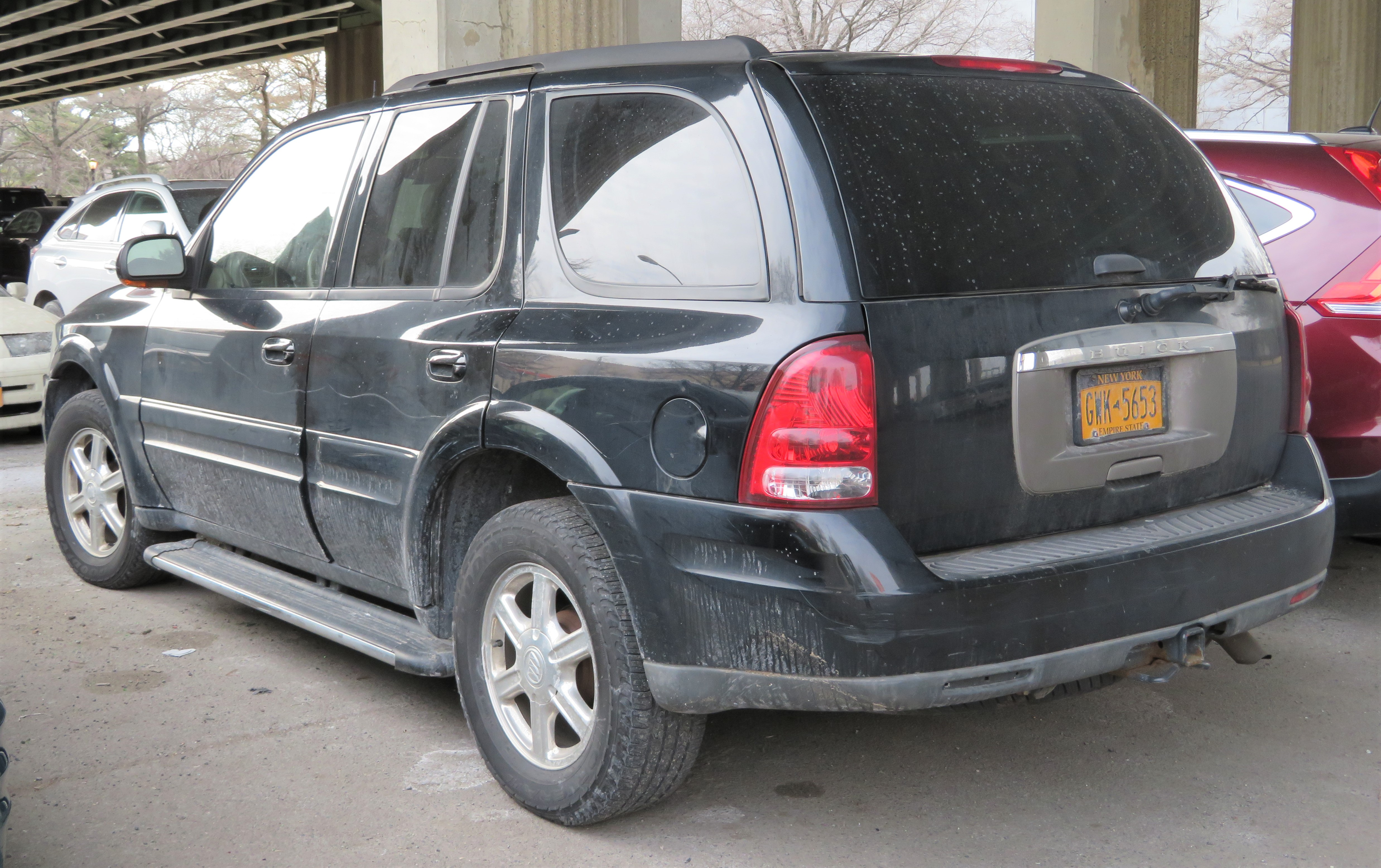
Buick Rainier - tył

Rainier trafił do oferty Buicka w połowie 2003 roku jako drugi SUV w ofercie marki plasujący się powyżej modelu Rendezvous. Pojazd był jednym z czterech SUVów opartych na płycie podłogowej GMT360, na której zbudowano także bliźniacze modele Chevrolet TrailBlazer, GMC Envoy, Isuzu Ascende, Oldmobile Bravada oraz Saab 9-7X. Rainier dostępny był zarówno z napędem tylnym jak i AWD. Wraz z wariantem CXL montowano lepszy system nagłośnienia Bose oraz XM Satellite Radio. Z powodu niewielkiej sprzedaży, produkcja zakończyła się w 2007 roku.

### Dane techniczne (R6 4.2)
- R6 4,2 l (4153 cm³), 4 zawory na cylinder, DOHC
- Układ zasilania: wtrysk
- Średnica cylindra × skok tłoka: 93,00 mm × 101,90 mm
- Stopień sprężania: 10,1:1
- Moc maksymalna: 279 KM (205 kW) przy 6000 obr./min
- Maksymalny moment obrotowy: 373 N•m przy 3000 obr./min

### Dane techniczne (V8 5.3)
- V8 5,3 l (5327 cm³), 4 zawory na cylinder, DOHC
- Układ zasilania: wtrysk
- Średnica cylindra × skok tłoka: 96,00 mm × 92,00 mm
- Stopień sprężania: 9,5:1
- Moc maksymalna: 294 KM (216 kW) przy 5200 obr./min
- Maksymalny moment obrotowy: 441 N•m przy 4000 obr./min